# 모하마
모하마(스페인어: Mojama, 스페인어 발음: [moˈxama])는 스페인을 비롯한 지중해 지역의 참치를 주재료로 한 건조 식품이다. 주로 안달루시아 지방, 무르시아에서 생산된 것들이 잘 알려져 있다.